# Hamid Sulaiman
Pour les articles homonymes, voir Sulaiman.
Hamid Sulaiman est un peintre et un dessinateur syrien, né à Damas le 20 juin 1986, réfugié en France depuis 2012.

## Biographie
Né à Damas en 1986, Hamid Sulaiman a une formation d’architecte. Mais il décide de se consacrer à la peinture et au dessin.
Il se fait arrêter en 2011 pour avoir participé à des manifestations du printemps arabe, en Syrie. Libéré, mais  appelé à effectuer son service militaire, il se rend en Jordanie en taxi, puis en Égypte, avec sa mère, une avocate proche du Conseil national syrien,. En juin 2012, ils y obtiennent un visa pour l’Allemagne, où sa mère s’installe. Lui continue la route et s’installe en France : « La France c’était le pays de la BD. ». Il y propose ses œuvres dans des galeries. Il y obtient également l’asile politique.
En 2014, il gagne le prix des jeunes talents du Al-Mawred Al-Thaqafi. Cette même année 2014, en février, il se marie avec Aurélie Ruby, metteuse en scène, créatrice de la pièce Winter Guest, consacrée à l’exil de jeunes syriens,. Peu après les  attentats du 13 novembre 2015, ils posent également, ensemble, sur la Place de la République à Paris avec une pancarte sur laquelle on peut lire : «En tant que couple franco-syrien, nous payons tous les jours le prix du terrorisme, du fanatisme, du racisme, des frontières, des armes, etc. Allez-vous faire f++tre ! L’amour gagnera toujours» . En mars 2016, il publie son premier roman graphique : Freedom Hospital, l’histoire d’un hôpital clandestin, en Syrie. Une exposition est présentée au Salon du livre de Paris sur cet ouvrage.